# Acanthoscurria antillensis
Acanthoscurria antillensis là một loài nhện trong họ Theraphosidae.
Loài này thuộc chi Acanthoscurria. Acanthoscurria antillensis được Mary Agard Pocock miêu tả năm 1903.